# Roupala longipetiolata
Roupala longipetiolata är en tvåhjärtbladig växtart som beskrevs av Johann Baptist Emanuel Pohl. Roupala longipetiolata ingår i släktet Roupala och familjen Proteaceae. Inga underarter finns listade i Catalogue of Life.